# کلماتیس مونتانا
کلماتیس مونتانا (نام علمی: Clematis montana) نام یک گونه از سرده کلماتیس است.